# Sidoine Clément
Sidoine Clément, né le 13 mai 1894 à Piolenc, mort le 8 avril 1974 à Nice, est un entrepreneur français et homme politique. 

## Biographie
Sidoine Clément est né le 13 mai 1894 à Piolenc. En 1928, il devient le cofondateur à Courbevoie des Accumulateurs Baroclem (filiale de la société Varta). À la fin de la Seconde Guerre mondiale, Sidoine Clément décide de créer une fabrication d'accumulateurs électriques en compagnie de son frère Joseph dans une ancienne filature de soie qu'il avait acquise quelques années auparavant sur la commune de Piolenc dont il est originaire.  
Intéressé à la politique, il fut le maire de Piolenc de 1947 à 1965, mais continuera de diriger l'entreprise des Accumulateurs Clément (marque Clemco) jusqu'à la fin des années 60. Jusqu'en 1965, l'entreprise est une société de fait entre les deux frères Clément, à la suite de quoi elle devient Société Anonyme. De quelques ouvriers au début le personnel évolua, comme la clientèle, pour être composé de 25 personnes à la fin de cette période. Son frère meurt en premier (1970).
Une avenue de Piolenc porte son nom.

## Distinctions
- Chevalier de la Légion d'honneur, n° de notice Base Léonore : c-338216.
- Juste parmi les nations en commun avec son épouse Yvonne Clément (née Boyer) dossier 12206, date de nomination : 16 août 2011[1].